# Rama VII
Pour les articles homonymes, voir Rama.
Prajadhipok (8 novembre 1893 - 30 mai 1941) est le septième roi de la dynastie Chakri, le dernier souverain absolu et le premier de la monarchie constitutionnelle de Thaïlande, sous le nom de Rama VII, de son nom royal พระปกเกล้าเจ้าอยู่หัว Phra Pokklao Chaoyuhua.
Le règne de Prajadhipok est l’un des plus courts, et probablement le plus controversé, dans l'histoire de la dynastie. Il marque aussi les grands changements politiques et sociaux et la modernisation économique de la Thaïlande.

## Enfance et formation
Somdej Chao Fa Prajadhipok Sakdidej (สมเด็จเจ้าฟ้าประชาธิปกศักดิเดชน์) (prince Prajadhipok Sakdidej) est né le 8 novembre 1893 à Bangkok, le dernier fils du roi Chulalongkorn (Rama V) et de la reine Sri Patcharindra.
Peu susceptible d'hériter du trône, ce prince timide opte pour une carrière militaire. Instruit au collège d'Eton  et à l'Académie royale militaire de Woolwich en Angleterre, il étudie plus tard à l’École supérieure de guerre en France. Cependant, après son retour au Siam en 1924, il se retrouve bien malgré lui en tête des prétendants à la succession au trône. Quand son frère, le roi Vajiravhud (Rama VI) meurt le 25 novembre 1925, il lui succède à l’âge de 32 ans avant d'être couronné le 25 février 1926.

## Circonstance de la succession

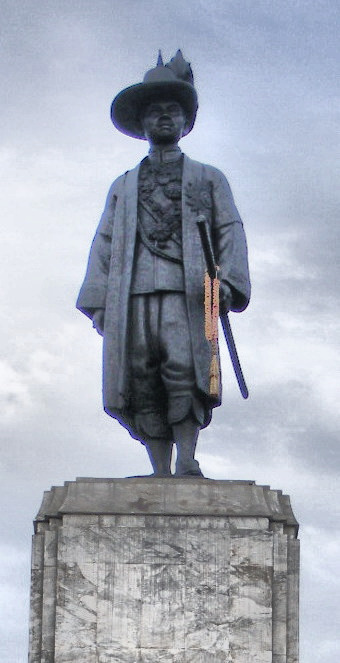
Statue de Rama VII.

Le prince Prajadhipok était probablement l’un des candidats les moins susceptibles d’accéder au trône, et ce, même avant sa naissance. Sa mère, la reine Sri Patcharindra, était la sœur cadette de la reine Savang Vadhana, mère du prince héritier Vajirunahis.
Cependant, au décès de celui-ci, Rama V investit à sa place le frère le plus âgé de Prajadipok, le prince Vajiravhud. Pour cette raison, leur mère, la reine Sri Patcharindra, fut nommée régente lorsque Rama V se rendit en Europe, ce qui représentait pour elle un statut plus élevé, et pour ses fils plus de chance d’accéder au trône. Sa sœur, Savang Vadhana, demeura seulement reine consort.
Le prince Vajiravhud, devenu roi en 1910 (Rama VI), ordonna que ses frères, les princes nés de la reine Sri Patcharindra, eussent la priorité sur les princes nés d’autres épouses royales. Lorsqu'il mourut quinze ans plus tard sans descendance, aucun d'entre eux n'était encore vivant, à l'exception de Prajadhipok.
Il y avait cependant deux autres princes qui avaient des droits plus ou moins égaux d’accéder au trône : ses neveux, fils de ses frères aînés le prince de Phitsanulok et le prince de Petchaboon :
- le premier, le prince Chulahakrapongse, était fils du maréchal royal Chao Fa, Chao Fa Chakrapongsepoovanat prince de Phitsanulok et portait le noble titre royal de Thaïlande Phra Worawong Ther Phra Ong Chao, Phra Worawong Ther Phra Ong Chao Chulachakrapongse ;
- le second, le prince Waranonthawach, était fils du prince de Petchaboon ayant le noble titre royal de Chao Fa, Chao Fa Juthatutch et portait le noble titre royal Chao, Mom Chao Waranonthawach.

Le cas du prince Waranonthawach était très clair : Rama VI l'avait spécifiquement écarté de la succession, car sa mère était une roturière. Le cas du prince Chulachakrapongse était plus ambigu : c'était un héritier évident, mais son père s'étant marié avec une étrangère, il était de sang mêlé. Le mariage avec une non Thaïe est une des conditions qui interdit la succession d’un prince au trône. Cependant, cette règle avait été décrétée après ce mariage particulier, qui avait été approuvé par Rama V. Il est également avéré que Rama VI avait pratiquement approuvé la légalité du prince Chakrapongsepoovanat comme son successeur, ce qui permettait à son fils le prince Chulachakrapongse de revendiquer le trône.
La tradition exigeait que les membres aînés de la famille royale se réunissent pour choisir le prochain roi. Après avoir revu et considéré ces points, et probablement avec un appui musclé du prince Boripat, maréchal de Nakornsawan, le trône fut offert au prince Prajadhipok de Sukhothai.
Cependant, cette discussion ressurgira encore à l'occasion de sa succession.

## Coup d'État
En 1932, la monarchie absolue est renversée par un coup d'État militaire et populaire. Rama VII devient alors un monarque constitutionnel. Toutefois, ses relations avec les nouveaux dirigeants du pays se détériorent et il abdique le 2 mars 1935, cédant le trône à son neveu, Ananda Mahidol, le fils de son frère, le prince Mahidol Adulyadej.

## Exil
L'ex-roi Rama VII passe le reste de sa vie en exil en Angleterre, où il meurt le 30 mai 1941 près de Virginia Water, dans le Surrey.